# Bernhard Büchsenschütz
Albert Bernhard Büchsenschütz (* 6. September 1828 in Berlin; † 29. Januar 1922 ebenda) war ein deutscher Althistoriker und Wirtschaftshistoriker. Bemerkenswert an seiner Arbeit ist im Rückblick seine unabhängige Position gegenüber den großen Strömungen der Wissenschaftsgeschichte des 19. Jahrhunderts. Büchsenschütz wurde außerhalb eines Expertenkreises nicht weiter bekannt, da er keine akademische Karriere, sondern die Lehrerlaufbahn einschlug.

## Leben und Leistungen
Bernhard Büchsenschütz war der Sohn des Berliner Schuhmachermeisters Johann Jakob Büchsenschütz (1784–1841) und der Auguste geb. Seele. Er besuchte das Köllnische Gymnasium und studierte von 1848 bis 1851 Philologie an der Friedrich-Wilhelms-Universität zu Berlin. Seit dem vierten Semester gehörte er dem Philologischen Seminar an, das von August Boeckh, Karl Lachmann und Martin Hertz geleitet wurde. Neben seinen Kernfächern besuchte er Vorlesungen und Übungen in den Fächern Philosophie (Friedrich Adolf Trendelenburg, Friedrich Eduard Beneke), Geschichte (Leopold von Ranke) und Geografie (Carl Ritter, Ernst Curtius). Seine Dissertation über die Orphischen Hymnen widmete er Ernst Ferdinand August (1795–1870), dem Rektor des Köllnischen Gymnasiums.
Nach dem Studium arbeitete Büchsenschütz am Friedrichwerderschen Gymnasium (damals noch „Friedrichs-Gymnasium“) in Berlin. 1855 wurde er zum Oberlehrer ernannt und wurde Ordinarius der Untersekunda. 1869 erhielt er den Professorentitel. Von 1875 bis 1897 leitete er das Friedrichwerdersche Gymnasium als Rektor.
Büchsenschütz war seit 1856 mit Alma Pauline geb. Schmidt verheiratet. Den Großteil seines Vermögens vermachte er bei seinem Tode der Preußischen Akademie der Wissenschaften. Die Bernhard-Büchsenschütz-Stiftung betrug 100.000 Mark. Auch sein Manuskript zu einer Römischen Wirtschaftsgeschichte vermachte Büchsenschütz der Akademie. Neuere Archivstudien haben weitere Details zu seiner Biographie ergeben; eine Büste, gestiftet von ehemaligen Schülern zum 90. Geburtstag, befindet sich ebenso im Berliner Georg-Herwegh-Gymnasium wie ein Geheft mit Liedern zu einem Fest-Commers aus Anlass der Verabschiedung von Büchsenschütz in den Ruhestand am 31. März 1897.

## Schriften (Auswahl)
- De hymnis Orphicis. Berlin, 1851.
- Die Könige von Athen. Berlin, 1855.
- Plutarch’s Demosthenes und Cicero. Erklärt von B. Büchsenschütz Berlin 1857.
- Xenophons Griechische Geschichte: für den Schulgebrauch. Teubner, Leipzig 1860 ff.
- Die Hauptstätten des Gewerbfleisses im klassischen Alterthume [= Preisschriften gekrönt und herausgegeben von der Fürstlich Jablonowski'schen gesellschaft zu Leipzig]. S. Hirzel, Leipzig 1869.
- Traum und Traumdeutung im Alterthume. Calvary & Co, Berlin 1868 [Neudruck: M. Sändig, Wiesbaden 1967].
- Besitz und Erwerb im griechischen Altertum. Halle 1869. [Neudruck: Scientia Verlag, Aalen 1962].
- Studien zu Aristoteles. Berlin 1881.
- Bemerkungen über die römische Volkswirtschaft der Königszeit. R. Gaertners Verlagsbuchhandlung Herm. Heyfelder, Berlin 1886.
- Griechisches Lesebuch. 5. veränderte Auflage. L. Oehmigke, Berlin 1893.